# Regina Heights
Regina Heights – obszar niemunicypalny w Mendocino County, w Kalifornii (Stany Zjednoczone), na wysokości 282 m. Znajduje się 3,2 km na południe od Ukiah.